# Softie
Petite Nature, distribuito per lo streaming in Italia col titolo inglese Softie, è un film del 2021 diretto da Samuel Theis.

## Trama
Johnny Jung è un bambino di dieci anni che vive in un quartiere degradato di Forbach, in Lorena, con la madre Sonia, una tabaccaia che cambia spesso i suoi partner, il fratello maggiore Dylan e la sorellina Mélissa, di cui si occupa quando la madre è assente.
Il suo nuovo maestro di scuola, il giovane e motivato Jean Adamski, da poco trasferitosi da Lione con la fidanzata che lavora al Centro Pompidou Metz, nota che Johnny ha una spiccata sensibilità e un'intelligenza sopra la media dei suoi compagni di classe, e si mette a seguirlo con attenzione perché il ragazzino possa sviluppare il suo talento, proponendogli di frequentare l'anno successivo un collegio a  Metz grazie a una borsa di studio; Sonia però non accoglie favorevolmente l'idea, dato che preferirebbe che il figlio resti accanto a lei affinché continui a badare a Mélissa. Nora, la fidanzata di Jean che ha fatto anche lei la conoscenza di Johnny, invita il ragazzo a un'apertura notturna del museo, pur nella perplessità del maestro che non vuole entrare troppo in confidenza col suo allievo.
Parlando con una giovane amica di Nora, Johnny equivoca ciò che il suo maestro (per il quale nutre dei sentimenti che vanno oltre la semplice affezione di un alunno per il suo mentore) si aspetta da lui: un giorno va a trovarlo a casa, mentre Nora è assente, e prima lo bacia sulla bocca, poi inizia a spogliarsi. Jean non permette che la cosa proceda oltre e impone a Johnny di andarsene per non tornare più.
Nei giorni successivi il ragazzo appare molto scosso: risponde male a sua madre e in classe tenta di buttarsi dalla finestra come per tentare il suicidio. Sonia, convocata a scuola, nega di avere problemi con suo figlio; questi però, interrogato in privato da sua madre, le fa una confessione parziale del rapporto confidenziale che aveva instaurato col maestro, ma nega decisamente che questi abbia avuto atteggiamenti da pedofilo.
Alla festa per la sua prima comunione, Johnny appare apatico e scostante; la notte si alza per urlare alla madre che ha deciso di andare alla scuola di Metz come aveva proposto il maestro.

## Distribuzione
Il film fu presentato nella Settimana internazionale della critica del Festival di Cannes, il 9 luglio 2021. Uscì nelle sale cinematografiche francesi il 9 marzo 2022.
In Italia è stato distribuito per lo streaming dalla piattaforma MUBI, in lingua originale sottotitolata.

## Accoglienza

### Pubblico
Il giorno della sua uscita nazionale, il 9 marzo 2022, il film si pose al botteghino francese in quarta posizione tra le novità, con 6150 ingressi sulla base di 110 copie distribuite.

### Critica
La stampa fu generalmente molto entusiasta all'uscita del film nelle sale. Un «magnifico film d'apprendistato» fu l'espressione usata da Culturebox. L'Humanité vide «nel cinema di Theis una volontà di non assegnare i suoi personaggi al determinismo o a un'etichetta». Anche l'interpretazione di Aliocha Reinert fu spesso acclamata. Per Télérama il giovane attore «buca lo schermo, sfoggiando un'ampia gamma di espressioni, dal godimento al numero di seduzione, dalla meraviglia alla collera ringhiosa. Sono questi volti che sollevano il film dal rude naturalismo, dandogli il loro splendore». Per Le Monde «il film fa luce su qualcosa d'oscuro e raramente trattato, che riguarda il rapporto tra docente e alunno, e di ciò che viene trasferito dall'uno all'altro. L'acquisizione di un sapere, per quanto ardua, non si ha mai senza che scatti una qualche forma d'amore, persino di proiezione libidinosa, per la maggior parte del tempo sublimata, verso questa persona che ne assicura la trasmissione con la sua voce, il suo corpo e il suo particolare fascino, e che viene chiamata "professore". Appassionarsi ad una materia, inoltre, è di rado un fatto spersonalizzato: è necessario che la passione passi attraverso qualcuno. E apprendere significa molto spesso amare, anche quando questo amore dovrebbe restare senza il suo oggetto». Per La Croix si tratta di un «racconto inquietante, per quanto nel suo tono delicato». Per Le Figaro Petite nature assomiglia a un romanzo di Nicolas Mathieu. «Gli manca l'afflato dello scrittore, e paradossalmente l'incarnazione».
Sul sito AlloCiné, il film ha un voto medio di 4,1/5 sulla base di 25 recensioni pubblicate sulla stampa.

## Riconoscimenti
- 2023 – Premi César
  - Candidatura a Miglior promessa maschile ad Aliocha Reinert